# Marly-sur-Arroux
Marly-sur-Arroux är en kommun i departementet Saône-et-Loire i regionen Bourgogne-Franche-Comté i östra Frankrike. Kommunen ligger i kantonen Toulon-sur-Arroux som tillhör arrondissementet Charolles. År 2022 hade Marly-sur-Arroux 297 invånare.

## Befolkningsutveckling
Antalet invånare i kommunen Marly-sur-Arroux
| Referens: INSEE |